# Grossera
Grossera es un género perteneciente a la familia de las euforbiáceas con ocho especies de plantas.

## Taxonomía
El género fue descrito por Ferdinand Albin Pax y publicado en Botanische Jahrbücher für Systematik, Pflanzengeschichte und Pflanzengeographie 33: 281. 1903. La especie tipo no ha sido designada.

## Especies aceptadas
A continuación se brinda un listado de las especies del género Grossera aceptadas hasta octubre de 2012, ordenadas alfabéticamente. Para cada una se indica el nombre binomial seguido del autor, abreviado según las convenciones y usos.
- Grossera elongata Hutch.
- Grossera glomeratospicata J.Léonard
- Grossera macrantha Pax
- Grossera major Pax
- Grossera multinervis J.Léonard
- Grossera paniculata Pax
- Grossera perrieri Leandri
- Grossera vignei Hoyle